# Brigitte Rasinski
Brigitte Rasinski (* 23. Februar 1945 in Minden, Nordrhein-Westfalen) ist eine deutsche Politikerin (CDU) und Mitglied des Niedersächsischen Landtages.
Nach dem Besuch der Volksschule und der anschließenden Osnabrücker Frauenfachschule absolvierte Brigitte Rasinski eine Ausbildung als Wirtschafts- und Steuerberatergehilfin und arbeitete danach in der Handelsvertretung ihrer Eltern mit. Sie arbeitete für einen Steuerberater, wurde Frauenreferentin und Landesgeschäftsführerin für die Frauen-Union der niedersächsischen CDU. Zudem arbeitete sie im Pafümerie-Einzelhandel als Kauffrau mit drei Filialen.
Brigitte Rasinski trat der CDU im Jahr 1976 bei. Sie übernahm im CDU-Bezirksverband Hildesheim den stellvertretenden Vorsitz. Vom 17. Juni 1992 bis 20. Juni 1994 war sie Mitglied des Niedersächsischen Landtages (12. Wahlperiode).
Sie ist verheiratet und hat vier Kinder. 